# Comuna Maglavit, Dolj
Maglavit este o comună în județul Dolj, Oltenia, România, formată din satele Hunia și Maglavit (reședința). Ziua comunei Maglavit se serbează pe data de 8 septembrie, când are loc întâlnirea cu fiii satului.

## Demografie
Componența etnică a comunei Maglavit
     Români (83,65%)
     Romi (3,71%)
     Alte etnii (0,13%)
     Necunoscută (12,52%)
Componența confesională a comunei Maglavit
     Ortodocși (86,59%)
     Alte religii (0,58%)
     Necunoscută (12,82%)
Conform recensământului efectuat în 2021, populația comunei Maglavit se ridică la 3.938 de locuitori, în scădere față de recensământul anterior din 2011, când fuseseră înregistrați 4.875 de locuitori. Majoritatea locuitorilor sunt români (83,65%), cu o minoritate de romi (3,71%), iar pentru 12,52% nu se cunoaște apartenența etnică. Din punct de vedere confesional, majoritatea locuitorilor sunt ortodocși (86,59%), iar pentru 12,82% nu se cunoaște apartenența confesională.

## Politică și administrație
Comuna Maglavit este administrată de un primar și un consiliu local compus din 13 consilieri. Primarul, Marius-Iosif Mureșan[*], de la Partidul Național Liberal, este în funcție din octombrie 2020. Începând cu alegerile locale din 2024, consiliul local are următoarea componență pe partide politice:
|  | Partid                    | Consilieri | Componența Consiliului | Componența Consiliului | Componența Consiliului | Componența Consiliului | Componența Consiliului | Componența Consiliului | Componența Consiliului | Componența Consiliului | Componența Consiliului |
|  | ------------------------- | ---------- | ---------------------- | ---------------------- | ---------------------- | ---------------------- | ---------------------- | ---------------------- | ---------------------- | ---------------------- | ---------------------- |
|  | Partidul Național Liberal | 9          |                        |                        |                        |                        |                        |                        |                        |                        |                        |
|  | Partidul Social Democrat  | 4          |                        |                        |                        |                        |                        |                        |                        |                        |                        |

## Personalități născute aici
- Petrache Lupu (1907 - 1994), cioban devenit mistic;
- Marian Bâcu (n. 1960), fotbalist.